# Mayr Facci
Mayr Facci, né le 7 avril 1927, à São Paulo, au Brésil, est un ancien joueur brésilien de basket-ball. Il évolue durant sa carrière au poste d'ailier.

## Palmarès
- Finaliste du championnat du monde 1954
- 3e des Jeux panaméricains de 1955